# 陳梓桓
陳梓桓（1989年—）是一位香港獨立紀錄片導演。 他的作品聚焦香港社會運動與歷史記憶，透過影像記錄時代的變遷與抗爭者的心路歷程。著名作品有《亂世備忘》、《憂鬱之島》等。

## 生平
陳梓桓於2013年畢業於香港浸會大學電影學院。 他的畢業作品《香港人不知道的》——採用偽紀錄片形式，假設政府暗中在食水中添加鎮靜劑，用以鎮靜香港人的極端示威情緒，探討香港市民的政治冷感與對權威的盲信。
2014年作品《作為雨水：表象及意志》則假設政府以人造雨影響市民遊行，拍攝期間經歷622公投、七一遊行等關鍵時刻。 情節雖屬虛構，卻不禁讓人聯想到雨傘運動間各種無形的阻礙。 
畢業後很快就遇上雨傘運動，他在歷時97天的社運中一路跟拍參與者。 他的首部長篇紀錄片《亂世備忘》以雨傘運動為題，以第一人稱的視覺深入描繪參與者的經歷與反思。該片獲得金馬獎最佳紀錄片提名，並於日本山形國際紀錄片影展奪得最高榮譽「小川紳介獎」。
2017年，他開始籌拍新作《憂鬱之島》，結合紀實與劇情元素，探討不同世代的抗爭經歷。 拍攝期間，他再次投入現場紀錄，見證並捕捉了2019年反送中運動的歷史瞬間。作品獲得台灣國際紀錄片影展再見真實獎，並再次獲得金馬獎最佳紀錄片提名。
面對政治環境的變化與創作空間的收緊，陳梓桓仍堅持以電影書寫歷史，認為「當政權越是要壓制我們的想像，越要想像美好未來的可能性。」他的作品不僅記錄了香港的抗爭，也映照出創作者的堅持與信念。

## 作品
- 《香港人不知道的》（2013）
- 《作為雨水：表象及意志》（2014）
- 《亂世備忘》（2016）
- 《憂鬱之島》（2022）